# Saint-Ouen-sur-Gartempe
Saint-Ouen-sur-Gartempe, okzitanisch „Sent Oen“, ist eine französische Gemeinde in der Region Nouvelle-Aquitaine, im Département Haute-Vienne, im Arrondissement Bellac und im Kanton Châteauponsac. Sie grenzt im Norden an Le Dorat, im Nordosten an Magnac-Laval, im Osten an Droux, im Südosten an Blanzac, im Süden an Peyrat-de-Bellac, im Südwesten an La Croix-sur-Gartempe und im Nordwesten an Saint-Sornin-la-Marche.
Durch Saint-Ouen-sur-Gartempe führt die ehemalige Route nationale 675.
Die Gartempe bildet im Süden die Gemeindegrenze.

## Bevölkerungsentwicklung
| Jahr      | 1962 | 1968 | 1975 | 1982 | 1990 | 1999 | 2008 | 2018 |
| --------- | ---- | ---- | ---- | ---- | ---- | ---- | ---- | ---- |
| Einwohner | 387  | 335  | 289  | 275  | 242  | 217  | 227  | 215  |

## Sehenswürdigkeiten

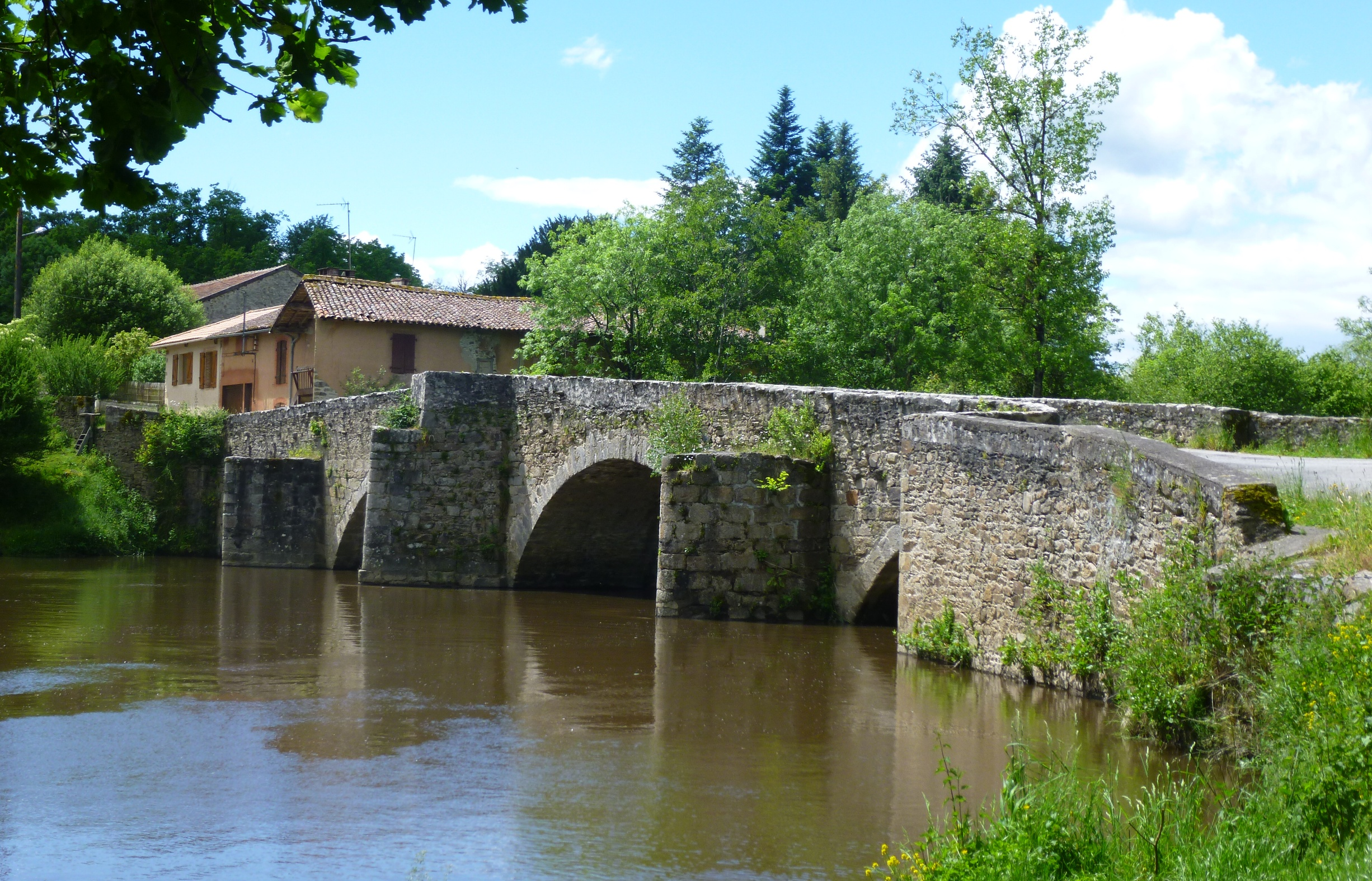
Gotische Brücke

- Kirche Saint-Ouen
- Gotische Brücke